# ورنگربتن
ورنگربتن (به لاتین: Varangerbotn) یک منطقهٔ مسکونی در نروژ است که در East-Finnmark واقع شده‌است.

## خصوصیات
ورنگربتن ۸ متر بالاتر از سطح دریا واقع شده‌است.